# Poqui poqui
Poqui poqui, también llamado puke puke o puki puki, es un plato filipino de berenjenas y huevos revueltos originario de la región de Ilocos en el norte de la isla de Luzón en Filipinas. Es muy similar al tortang talong en el que la berenjena primero se asa a la parrilla directamente sobre una llama abierta, luego se pela y se hace puré. Luego se agrega a la ginisa (chalotes, ajo y tomates salteados) y huevos revueltos. Se adorna con cebolletas. Tiene una textura cremosa y se suele comer como guarnición de pescados y carnes a la plancha, pero también se puede comer con arroz blanco. Se cree que el nombre de poqui poqui puede tener su origen en el plato hawaiano poke debido a la afluencia de trabajadores de la caña de azúcar de Ilocano a Hawai durante la colonización estadounidense de Filipinas, aunque son platos muy diferentes.